# Robert Walter
Robert Walter (Vienna, 30 gennaio 1931 – Vienna, 25 dicembre 2010) è stato un giurista austriaco.

## Biografia
Dopo la maturità nel 1949 presso Wiener Neustadt studia diritto all'Università di Vienna, diventa dottore nel 1953 e nel 1955 Dr. rer. pol. Nel 1957 diventa giudice con abilitazione nel 1960 da Adolf Julius Merkl presso l'università per diritto costituzionale. Nel 1962 diventa professore straordinario all'Università di Graz e ordinario nel 1965. Nel 1966 diventa docente alla Hochschule für Welthandel di Vienna (Wirtschaftsuniversität Wien). Nel 1971 Robert Walter e Kurt Ringhofer dirigono lo Hans-Kelsen-Instituts, per la diffusione del pensiero di Hans Kelsen. Nel 1975 ritorna all'Università di Vienna dove diventa emerito e nel 1999 professore di diritto costituzionale. Con Heinz Mayer, scrive testi di diritto costituzionale pubblicati in numerose edizioni.

## Opere (parziale)
- Robert Walter, Verfassung und Gerichtsbarkeit, Manz, Wien 1960
- Robert Walter, Der Aufbau der Rechtsordnung, 1. Auflage Leykam, Graz 1964, 2. Auflage Manz, Wien 1974
- Robert Walter, Österreichisches Bundesverfassungsrecht. System, Manz, Wien 1972
- Robert Walter, Heinz Mayer, Grundriss des österreichischen Bundesverfassungsrechts, 1. Auflage Manz, Wien 1976, zuletzt 10. Auflage (mit Gabriele Kucsko-Stadlmayer) Manz, Wien 2007
- Robert Walter, Heinz Mayer, Grundriss des österreichischen Verwaltungsverfahrensrechts, 1. Auflage Manz, Wien 1978, zuletzt 8. Auflage Manz, Wien 2003
- Robert Walter, Heinz Mayer, Grundriss des Besonderen Verwaltungsrechts, 1. Auflage, Manz, Wien 1981, zuletzt 2. Auflage Manz, Wien 1987
- Robert Walter, Die Entstehung des Bundes-Verfassungsgesetzes 1920 in der Konstituierenden Nationalversammlung (= Schriftenreihe des Hans Kelsen-Instituts 9), Manz, Wien 1984
- Robert Walter, Hans Kelsen - Ein Leben im Dienste der Wissenschaft (= Schriftenreihe des Hans Kelsen-Instituts 10), Manz, Wien 1985
- Robert Walter, Rechtstheorie und Erkenntnislehre gegen Reine Rechtslehre? (= Schriftenreihe des Hans Kelsen-Instituts 15), Manz, Wien 1990
- Robert Walter, Rudolf Thienel, Parlament und Bundesverfassung (= Juristische Schriftenreihe 18), Verlag der Österr. Staatsdruckerei, Wien 1990
- Robert Walter, Überlegungen zu einer Neukodifikation der Bundesverfassung, 2 Bde., Verlag der Österr. Staatsdruckerei, Wien 1994
- Robert Walter, Rudolf Thienel, Die österreichischen Verwaltungsverfahrensgesetze, 12. Auflage, Manz, Wien 1996, zuletzt 16. Auflage 2004
- Robert Walter, Hans Kelsen als Verfassungsrichter (= Schriftenreihe des Hans Kelsen-Instituts 27), Manz, Wien 2005

## Onorificenze
- 1999: Premio Wilhelm Hartel